# NK Zagreb 041
Nogometni klub Zagreb 041 hrvatski je nogometni klub iz Zagreba. Trenutačno se natječe u 2. Zagrebačkoj nogometnoj ligi.
Nogometni klub NK Zagreb 041 osnovan je 1. prosinca 2014., a registriran 13. ili 19. veljače 2015.
Klub su osnovali navijači White Angels Zagreb (WAZ), a klubom upravljaju svi njegovi članovi po načelu izravne demokracije. Klub nema predsjednika, dopredsjednika, tajnika, nadzornih i upravnih odbora, već ima samo Savjet i Skupštinu.
Zbog nedostatka vlastitog terena klub domaće prvenstvene utakmice odigrava na igralištu NK Sava u zagrebačkom naselju Jakuševec.
Broj 041 u klupskom imenu odnosi se na stari pozivni broj Zagreba.

## Osnutak
Ideja oko pokretanja NK Zagreb 041 javila se početkom 2014. godine kada dio navijačke skupine Bijelih Anđela razočaranih stanjem u svom nogometnom klubu, NK Zagreb, počinje planirati potrebne korake za osnivanje sasvim novoga kluba. Broj zainteresiranih navijača se s vremenom povećavao, 
a zamisao su podržali i neki entuzijasti pridošli iz zagrebačkih aktivističkih krugova.
Prva skupština kluba održana je 1. prosinca 2014. godine.  Na skupštini se okupilo pedesetak ljudi koji su zajednički izglasali ime NK Zagreb 041 te odredili da stilizirani grb grada Zagreba bude službeni grb kluba.
NK Zagreb 041 je registriran kao pravna osoba, odnosno udruga građana 19. veljače 2015. godine pri sektoru za udruge Gradskog ureda za opću upravu te upisan u registar udruga.

## Klupski ustroj
Unutarnji ustroj kluba uređen je Statutom i Pravilima i smjernicama rada. 
Organizacija kluba je nehijerarhijska uz strogo poštovanje direktne demokracije i sve odluke donose se na Skupštini kluba koju čine svi punopravni članovi. Skupština izglasava program rada, financijski plan, izabire članove Savjeta kluba, te prema potrebi formira Radne grupe zadužene za provedbu konkretnih aktivnosti.
Savjet kluba je bio nužni ustupak upravnim tijelima vlasti radi registracije, a čine ga članovi koji su ovlašteni za potpisivanje pravnih i financijskih dokumenata koji se odnose na klub kao pravnu osobu. Savjet kluba bira se na mandat od jedne godine. Sjednicama Savjeta mogu prisustvovati svi zainteresirani članovi kluba, koji također imaju pravo glasati o svim prijedlozima, kao i birani članovi Savjeta.
Radne grupe nisu službena tijela kluba, nego se biraju u skladu s trenutnim ili trajnim operativnim potrebama i za svoj rad odgovaraju Skupštini kojoj su dužni redovno podnositi izvještaje o radu. Stalne radne grupe kluba su one za mušku ekipu, za žensku ekipu, za omladinske ekipe, za financije, za marketing, za tribinu i za logistiku.

## Klupske vrijednosti
Osnovna klupska vrijednost je njegovanje zajedništva kroz prihvaćanje i uključivanje svih koji se žele baviti nogometom kao prostorom solidarnosti i međusobnog uvažavanja, a protive se bilo kojim oblicima socijalne diskriminacije.
Klub u svoje redove prihvaća sve, neovisno o socijalnim, imovinskim, rasnim, etničkim, vjerskim, individualnim, spolnim, rodnim, jezičnim, starosnim ili drugim razlikama te je stoga strogo neutralan po pitanju politike, vjere ili neke određene ideologije.
U lokalnoj zajednici, kao prvenstvenom području svoga djelovanja, klub ulaže napor u afirmaciju pozitivnih društvenih vrijednosti, kao što su humanitarnost, solidarnost, tolerancija, antidiskriminacija, nenasilje i dijalog.
Po svojim vrijednostima klub je prepoznat i prihvaćen u neformalnim globalnim pokretima „Protiv modernog nogometa” (Against Modern Football) i „Nogomet za sve” (Football for All).

## Navijačka skupina
Klupska navijačka skupina je Bijeli Anđeli (White Angels).
Povijest organiziranja navijača NK Zagreba počinje u prosincu 1989. godine kada su se prvi zainteresirani za organizirano navijanje dogovorili s direktorom kluba Zlatkom Dračićem o pomoći i podršci u nastojanju NK Zagreba da iz iz trećeg razreda jugoslavenskog nogometa prijeđe u višu ligu. Uzimaju ime White Angels i prva utakmica koju prate navijanjem, koreografijom i transparentima bilo je gostovanje u Varaždinu u ožujku 1990. U sezonama 1989./90. i 1990./91. navijaju s istočnog stajanja stadiona u Kranjčevićevoj ulici.
Rat zbog odlaska na bojišta mnogih članova prekida navijačko djelovanje White Angelsa i samo njih nekoliko dočekuju reorganizaciju skupine u sezoni 1992./93. kada nova generacija navijača  permanentno prati NK Zagreb, kako na domaćem terenu, tako i na gostovanjima kamo odlaze organizirano autobusima, odnosno vlakom.
U sezoni 1997./98. Bijeli Anđeli se sele s istočnog dijela stadiona na zapadnu tribinu gdje se od tada trajno smještaju, a iste godine se osniva Fan club White Angels. Kulminaciju navijačkih aktivnosti udruga doživljava 2002. godine kada NK Zagreb osvaja 1. HNL 2001./02.
Godine 2008. klupska uprava se odlučuje na promjenu uvriježenih klupskih boja i grba, što dovodi do pobune Bijelih anđela protiv uprave. Borba za povratak starih obilježja trajala je nekoliko godina i rezultirala je odlaskom većine navijača s tribina u Kranjčevićevoj ulici. Preostali Bijeli anđeli nastavljaju navijati za svoj klub sve do sezone 2014./15. kada se zbog pritiska uprave i na samu navijačku grupu, javlja ideja o pokretanju novog kluba. Zamisao nije bila da se samo povrati identitet NK Zagrebu, već da se nogomet vrati navijačima i korijenima nogometne igre te su tako Bijeli anđeli postali dio navijačkog pokreta poznatoga pod imenom "Against Modern Football".

## Pregled plasmana po sezonama
| Sezona    | Rang | Liga                         | Plasman |
| --------- | ---- | ---------------------------- | ------- |
| 2015./16. | VII. | 3. Zagrebačka nogometna liga | 4.      |
| 2016./17. | VII. | 3. Zagrebačka nogometna liga | 2.      |
| 2017./18. | VII. | 3. Zagrebačka nogometna liga | 3.      |
| 2018./19. | VII. | 3. Zagrebačka nogometna liga | 5.      |
| 2019./20. | VII. | 3. Zagrebačka nogometna liga | 5.      |
| 2020./21. | VI.  | 2. Zagrebačka nogometna liga | 9.      |
| 2021./22. | VI.  | 2. Zagrebačka nogometna liga | 8.      |
| 2022./23. | VII. | 2. Zagrebačka nogometna liga | 2.      |
| 2023./24. | VII. | 2. Zagrebačka nogometna liga | 3.      |
| 2024./25. | VII. | 2. Zagrebačka nogometna liga | 5.      |
| 2025./26. | VII. | 2. Zagrebačka nogometna liga |         |

## Vanjske poveznice
- NK Zagreb 041
- Profil, HNS Semafor